# Satoko Kitahara
Satoko Kitahara (北原 怜子, Kitahara Satoko) (née le 22 août 1929 à Tokyo et morte le 23 janvier 1958 dans la même ville), était une laïque et militante catholique japonaise, connue pour s'être dévouée aux plus pauvres, notamment aux chiffonniers de Tokyo. Elle est reconnue vénérable par l'Église catholique.

## Biographie
Satoko Kitahara naît dans une famille aristocratique. Lors de la Seconde Guerre mondiale, elle tombe malade, contracte la tuberculose. Dans la société japonaise de l'époque, nombreux sont ceux qui pensaient que les maladies étaient le résultat d'un mauvais état d'esprit. À la fin de la guerre, Satoko entreprend des études de pharmacie et se distancie des croyances traditionnelles. 
À vingt ans, elle fait une expérience quasi mystique dans une église de Yokohama. Dès lors, elle reçoit les bases de la foi chrétienne auprès de missionnaires espagnoles et reçoit le baptême sous le nom d’Élisabeth Marie. 
Elle fait la connaissance de Zeno Żebrowski, missionnaire polonais et ancien compagnon de saint Maximilien Kolbe. Avec lui, elle s'engage auprès des plus pauvres dans une communauté de chiffonniers de Tokyo, surnommé le « quartier des fourmis ». Satoko Kitahara se distingue par son dévouement, sa joie constante et sa ferveur religieuse. Elle meurt de la tuberculose à l'âge de vingt-huit ans.

## Béatification
Le 23 janvier 2015, le pape François reconnaît l'héroïcité de ses vertus et la déclare vénérable.